# تک‌پایه جنسی
تک‌پایهٔ جنسی (به انگلیسی: Monoecy) (واژهٔ صفت monoecious) یک سیستم جنسی در گیاهان دانه‌دار است که در آن، هر از گل‌های نر و ماده جداگانه روی یک گیاه وجود دارد. این یک سیستم جنسی تک‌شکلی در کنار پایه مادگی، پایهٔ نری و تریمونوسی است.
تک‌پایه با آنموفیلی مرتبط است. می‌تواند از خودگرده‌افشانی در یک گل منفرد جلوگیری کند اما نمی‌تواند از خودگرده‌افشانی بین گل‌های نر و ماده در همان گیاه جلوگیری کند.
از زمان چارلز داروین، تک‌پایهٔ جنسی در گیاهان گل‌دار مورد توجه زیست‌شناسان فرگشتی بوده‌است.